# Serbia Wyszesławiców
Serbia Wyszesławiców – pierwsze państwo serbskie utworzone w połowie VIII wieku na terenach zamieszkałych przez Serbów zagorskich istniejące do ok. 950 roku pod władzą dynastii Wyszesławiców.

## Początki
Zamieszkujący ziemie położone na północ od Gór Dynarskich Serbowie zagorscy utworzyli w VII wieku związek plemienny obejmujący poza nimi Serbów z Primorja (ziem położonych na południe od G. Dynarskich): Narentan, Zahumlan, Trebinian, Konawlan i być może Duklan. W miarę stabilizowania się sytuacji plemion serbskich na Bałkanach związek zaczął słabnąć, a większość plemion utworzyła własne państwa plemienne. Na czele państwa Serbów zagorskich w połowie VIII wieku stanął znany jedynie z imienia Wyszesław (por. Wyszesław), po którym władzę objęli kolejno: syn Radosław, wnuk Prosigoj i prawnuk Włastimir.

## Zjednoczenie ziem serbskich
Włastimir dokonał pełnej centralizacji państwa, podnosząc autorytet władzy książęcej i zorganizował system skarbowy. Najpoważniejszym przeciwnikiem jego państwa w I połowie IX wieku byli Bułgarzy, którzy w tym czasie opanowali dolinę Południowej Morawy, a na przełomie lat 40. i 50. podbili także ziemie macedońskie. W toku trwającej 3 lata wojny, ok. 850 roku, Włastimir pokonał wojska chana bułgarskiego Presjana i obronił niezależność swego państwa. W tym też mniej więcej czasie pomógł swojemu południowemu sąsiadowi Trebinianom zrzucić zwierzchnictwo bizantyńskie. Wkrótce potem wydał za żupana Trebinii Krainę swą córkę. Kraina przyjął pod wpływem teścia tytuł książęcy uznając jednocześnie zwierzchnictwo serbskie. Ponieważ w II połowie IX wieku następcy Krainy rozciągnęli swe wpływy również na sąsiednią Duklę, obszar władzy księcia serbskiego rozszerzył się o to terytorium.
Około 855 roku tron książęcy objął syn Włastimira, Muncimir (Mutimir). Wkrótce potem przyjął chrzest (trzeciemu synowi urodzonemu już po przyjęciu chrztu nadał imię Stefan). Chrześcijaństwo dotarło do Serbii prawdopodobnie za pośrednictwem Chorwatów. W Serbii powstał bowiem kościół łaciński, a nie grecki czy słowiański. Duchowni serbscy byli początkowo podporządkowani biskupowi w Ninie, a pośrednio w Akwilei. W 873 roku papież Jan VIII wysłał do Muncimira list zachęcający do podporządkowania Kościoła serbskiego świeżo odbudowanej diecezji panońskiej ze stolicą w Sirmium, na czele której stanął Metody. Dokumenty serbskie były w tym czasie redagowane po łacinie.

## Szczyt potęgi

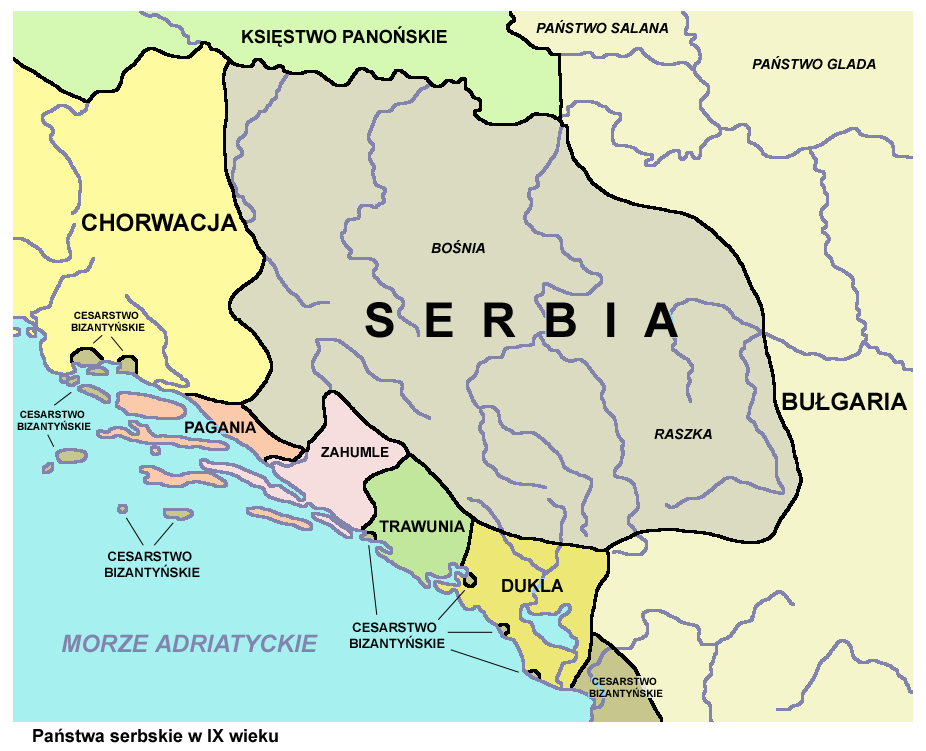
Państwa południowosłowiańskie w IX–X wieku

Około 870 roku Muncimir stoczył zwycięską walkę z władcą bułgarskim Borysem Michałem, który najechał jego państwo. Serbowie rozbili armię bułgarską i wzięli do niewoli syna Borysa – Włodzimierza wraz z 12 wielkimi bojarami. Borys został zmuszony do zawarcia korzystnego dla Serbów układu pokojowego. Synowie Muncimira: Bran i Stefan zwrócili Borysowi jeńców bułgarskich wraz z symboliczną daniną.
Do czasu wojny bułgarskiej Muncimir sprawował rządy wspólnie z braćmi Strojimirem i Gojnikiem. Po jej zakończeniu uwięził braci i wydał ich Bułgarom jako zakładników. Uzależniło to w następnych latach Muncimira od Borysa, przynosząc wzrost wpływów bułgarskich i załamanie się współpracy serbsko-chorwackiej, której rzecznikami byli młodsi bracia.
Po śmierci ojca około 891/892 roku władzę objął jego syn Pribisław. Utracił ją jednak po roku na rzecz wspieranego przez Chorwatów Piotra Gojnikovicia. Bułgarzy zajęci wojną domową nie mogli wesprzeć Pribisława. W 897 lub 898 roku poparli innego kandydata do tronu Klonimira Strojimirovicia, który bezskutecznie próbował zdobyć władzę. Piotr Gojniković utrzymał się na tronie, utrzymując poprawne stosunki z Bizancjum oraz zawierając traktat pokojowy z carem bułgarskim Symeonem. Podporządkował sobie najbardziej na zachód wysunięte plemiona serbskie – Narentan. Okrążywszy w ten sposób z trzech stron od zachodu, północy i wschodu ziemie sąsiadującego z Serbią Zahumla, podjął starania o podporządkowanie go sobie. Ostatecznie władca Zahumla Michał Wyszewic sprowadził do Serbii Bułgarów, informując cara bułgarskiego, swego sprzymierzeńca, o antybułgarskim przymierzu Piotra Gojnikovicia i zamierzonej agresji serbsko-węgierskiej na Bułgarię.

## Okres dominacji bułgarskiej
W 917 roku car Symeon niespodziewanie najechał Serbię, strącił z tronu Piotra Gojnikovicia i osadził swego kandydata Pawła Branovicia. Cesarz bizantyński Roman I Lekapen poparł wtedy innego kandydata Zachariasza Pribislavovicia. Paweł pokonał go, po czym sam przeszedł na stronę Bizancjum, które mniej było wówczas dla Serbii groźne, niż okrążająca ją od wschodu i północy Bułgaria. W rezultacie wolty Pawła car Symeon zrzucił go w 920 roku z tronu i osadził na nim niedawnego kandydata bizantyńskiego Zachariasza Pribislavovicia. Zachariasz tak jak i jego poprzednik po odejściu Bułgarów nawiązał kontakty z Bizancjum i przerzucił się na stronę odległego cesarstwa walczącego z Bułgarią. Armia bułgarska wysłana przeciw Serbom została pokonana. Książę Zachariasz odesłał głowy pokonanych wodzów bułgarskich do Konstantynopola jako trofeum wojenne. W 924 roku do Serbii wkroczyła jednak kolejna wielka armia bułgarska, wiodąc kolejnego kandydata Czasława Klonimirovicia. Zachariasz zbiegł do Chorwacji. Bułgarzy uwięzili żupanów serbskich, którzy przybyli przywitać nowego władcę, spustoszyli kraj i wcielili go do Bułgarii.

## Odbudowa i upadek państwa
W 927 roku po śmierci cara Symeona Czasław zbiegł z niewoli bułgarskiej i przy pomocy Bizancjum i Chorwatów odbudował państwo serbskie w dotychczasowych granicach, przywracając również zwierzchnictwo serbskie nad serbskimi państwami Primorja, wyjątkiem Zahumla, w którym nadal władał Michał Wyszewic. Czasław panował w Serbii ponad 20 lat. Wedle Popa Duklanina zginął broniąc ziem serbskich przed najazdem węgierskim. Około 950 roku Węgrzy wzięli go do niewoli i rzucili w nurt granicznej Sawy. Na Czasławie wygasła dynastia serbskich Wyszesławiców. Nikt nie sięgnął po władzę książęcą i państwo rozpadło się na szereg żupanii. Na południu spod zwierzchnictwa serbskiego wyswobodzili się Duklanie, Trawunia, a nawet terytorium Konawli.
W latach 976-1018 żupani serbscy uznawali zwierzchnictwo carów bułgarskich rezydujących w Prespie i Ochrydzie. Po upadku państwa bułgarskiego znaleźli się w granicach bizantyńskiego temu Serbii z siedzibą w Sirmium. Z czasem na terenach byłego państwa serbskiego do większego znaczenia doszły zwłaszcza dwa ośrodki: Raszka i Bośnia.